# Lo chiamavano Verità
Lo chiamavano Verità è un film italiano del 1972 diretto da Luigi Perelli.

## Trama
Quattro truffatori stanno un passo avanti alla legge e di diventare ricchi senza impegnarsi in qualcosa che assomigli al lavoro.